# Требич
Требич (чеш. Třebíč) град је у Чешкој Републици, у оквиру историјске покрајине Моравске. Требич је други по величини град управне јединице Височина крај, у оквиру којег је седиште засебног округа Требич.
Некадашњи јеврејски гето и Саборна црква светог Прокопија у Требичу су данас на списку светске баштине УНЕСКОа.

## Географија
Требич се налази у јужном делу Чешке републике. Град је удаљен од 165 км источно од главног града Прага, а од првог већег града, Брна, 75 км западно.
Требич се налази на реци Јихлави у области западне Моравске. Надморска висина града је око 400 м.

## Историја
Подручје Требича било је насељено још у доба праисторије. Насеље под данашњим називом први пут се у писаним документима спомиње у 1277. године, као насеље уз истоимени манастир, а насеље је 1335. године добило градска права. Вековима су главно становништво у граду били Јевреји.
1919. године Требич је постао део новоосноване Чехословачке. У време комунизма град је нагло индустријализован. После осамостаљења Чешке дошло је до опадања активности тешке индустрије и до проблема са преструктурирањем привреде.

## Становништво
Требич данас има око 38.000 становника и последњих година број становника у граду стагнира. Поред Чеха у граду живе и Словаци и Роми.

## Градске знаменитости
Некадашњи јеврејски гето и Саборна црква светог Прокопија у Требичу су данас на списку светске баштине УНЕСКОа.

## Партнерски градови
- Ошац
- Лилијенфелд
- Хумење

## Галерија
- Јеврејски гето
- Саборна црква св. Прокопија
- Стара синагога
- Стара градска кућа